# Мрачните приключения на Съседските деца
„Мрачните приключения на Съседски деца“ (на английски: The Grim Adventures of the Kids Next Door) e кросоувър и филм на Картун Нетуърк между „Кодово име: Съседските деца“ и „Мрачните приключения на Били и Манди“. Излъчен е на 11 ноември 2007 г. по Картун Нетуърк (САЩ). На 19 януари 2008 е излъчен по европейския Картун Нетуърк.

## Участие на други герои от други сериали
- Адам Лайън от „Най-добрият ми приятел е маймуна“
- Блу, Мак и Гу от „Домът на Фостър за въображаеми приятели“
- Декстър, Ди Ди и Мендорк от „Лабораторията на Декстър“
- Анди Джонсън от „Момчето с катерицата“
- Белушка, Бълбук и Брашлян от „Реактивните момичета“
- Еди от „Ед, Ед и Еди“.

Накрая при надписите могат да се видят измислени кросоувъри:
- Ед, Ед и Манди („Ед, Ед и Еди“ и „Мрачните приключения на Били и Манди“)
- Зъл Лагер Карне („Зъл Кон Карне“ и „Лагер Лазло“)
- Клас Номер 3000 („Клас 3000“ и „Кодово име: Съседски деца“)
- Моят фитнес партньор е Мендорк („Моят фитнес партньор е Маймуна“ и „Лабораторията на Декстър“)
- Самурай Мак („Самурай Джак“ и „Домът на Фостър за въображаеми приятели“).

В България филмът е излъчен през 2012 г. по Би Ти Ви Екшън с български войсоувър дублаж. Екипът се състои от:
| Озвучаващи артисти  | Мина Костова Светломир Радев Даниела Горанова Илия Иванов |
| Преводач            | Дина Колева                                               |
| Тонрежисьор         | Наталия Василева                                          |
| Режисьор на дублажа | Кирил Бояджиев                                            |